# Firo

Vechiul logo

Firo este o criptomonedă care vizează utilizarea criptografiei pentru a oferi o mai bună confidențialitate utilizatorilor săi în comparație cu alte criptomonede, cum ar fi Bitcoin. 

## Prezentare generală
La sfârșitul anului 2014, Poramin Insom, student la un Masterat în Informatică de Securitate de la Universitatea Johns Hopkins, a scris cu Matthew Green ca membru al facultății o lucrare despre integrareaprotocolului zerocoin într-o criptomonedă. Proiectul de creare a unei criptomonede independente care implementează protocolul Zerocoin a fost numit „Moneta”.
Pe 28 septembrie 2016, Zcoin (XZC), prima criptomonedă lansată de Poramin Insom și echipa sa. Roger Ver și Tim Lee au fost investitorii inițiali ai Zcoin. Poramin a înființat, de asemenea, o casă de schimb denumită „Satang”, care poate converti moneda Thai Baht în Zcoin direct.
La 20 februarie 2017, un atac de codificare rău intenționat la protocolul Zerocoin a creat 370.000 de jetoane false pe care făptuitorii au vândut pentru peste 400 de bitcoins (440.000 USD). Echipa Zcoin a anunțat că o eroare cu un singur simbol într-o bucată de cod „a permis unui atacator să creeze tranzacții de cheltuieli cu Zerocoin fără o mentă corespunzătoare”.  Spre deosebire de Ethereum în timpul evenimentului DAO, dezvoltatorii au ales să nu distrugă nicio monedă sau să încerce să inverseze ceea ce s-a întâmplat cu cele recent generate. 
În aprilie 2018, un defect criptografic a fost găsit în protocolul Zerocoin care a permis atacatorilor să fure, să distrugă și să creeze alte monede Zcoin. Echipa de criptomonede Zcoin, în timp ce a recunoscut defectul, a declarat că există o dificultate ridicată de a efectua astfel de atacuri și o probabilitate redusă de a oferi beneficii economice atacatorului.
În septembrie 2018, Zcoin a introdus protocolul Dandelion care ascunde originea adresei IP a unui expeditor, fără a utiliza Routerul Onion (Tor) sau Rețeaua Virtuală Virtuală (VPN).
În noiembrie 2018, Zcoin a organizat primele alegeri la scară largă pentru Partidul Democrat din Thailanda folosind blockhain-ul pentru a număra voturile în loc să se bazeze pe comisia electorală clasică.
În decembrie 2018, Zcoin a implementat Merkle tree proof, un algoritm de exploatare minieră, care deține utilizarea aplicării circuitului integrat specific (ASIC) în monedele miniere, fiind mai intensiv privind memoria pentru mineri. Acest lucru permite utilizatorilor obișnuiți să utilizeze unitatea centrală de procesare (CPU) și cardul grafic pentru minerit, astfel încât să permită egalitarismul în mineritul monedelor. În aceeași lună, Zcoin a lansat o lucrare academică care propunea protocolul Lelantus care înlătură nevoia de configurare de încredere și ascunde originea și cantitatea de monede dintr-o tranzacție.
În februarie 2019, Zcoin a fost adăugat la casa de schimb pentru criptomonede Binance. În aceeași lună, Zcoin s-a asociat cu Fundația Binance Charity pentru a strânge fonduri pentru programul „Prânz pentru copii” din Africa. Fundația a folosit blockchain-ul pentru a urmări și verifica progresul fondurilor de la donator la receptor.
La 30 iulie 2019, Zcoin s-a abătut oficial de la protocolul zerocoin prin adoptarea unui nou protocol numit „Sigma” care împiedică falsificarea monedelor de confidențialitate și să crească alimentarea cu monede. Acest lucru se realizează prin eliminarea unei caracteristici numite „configurare de încredere” din protocolul zerocoin. În august 2019, Zcoin a fost adăugat la un schimb de criptomonede african numit OVEX. În decembrie 2019, Zcoin a introdus un sistem descentralizat de crowdfunding (strângere de fonduri) și de luare a deciziilor pentru finanțarea sarcinilor auxiliare pentru proiect.  În ianuarie 2020, Zcoin va implementa confidențialitatea adresei destinatarului (RAP), astfel încât utilizatorii să poată partaja o singură adresă permanentă publicului pentru a primi fonduri fără ca străinii să cunoască istoricul tranzacțiilor din adresă.
În octombrie 2020, Zcoin a anunțat rebrandingul către noul nume Firo.